# 克莱夫·芬利森
克莱夫·芬利森（英語：Clive Finlayson，1955年1月15日—）是一位直布罗陀动物学家、古人类学家和古生物学家，倫敦林奈學會会士，直布罗陀博物馆现任董事。

## 所獲榮譽
- 1990年，倫敦林奈學會会士[2]。
- 2003年，大英帝國員佐勳章[2]。